# خرشنة غبساء

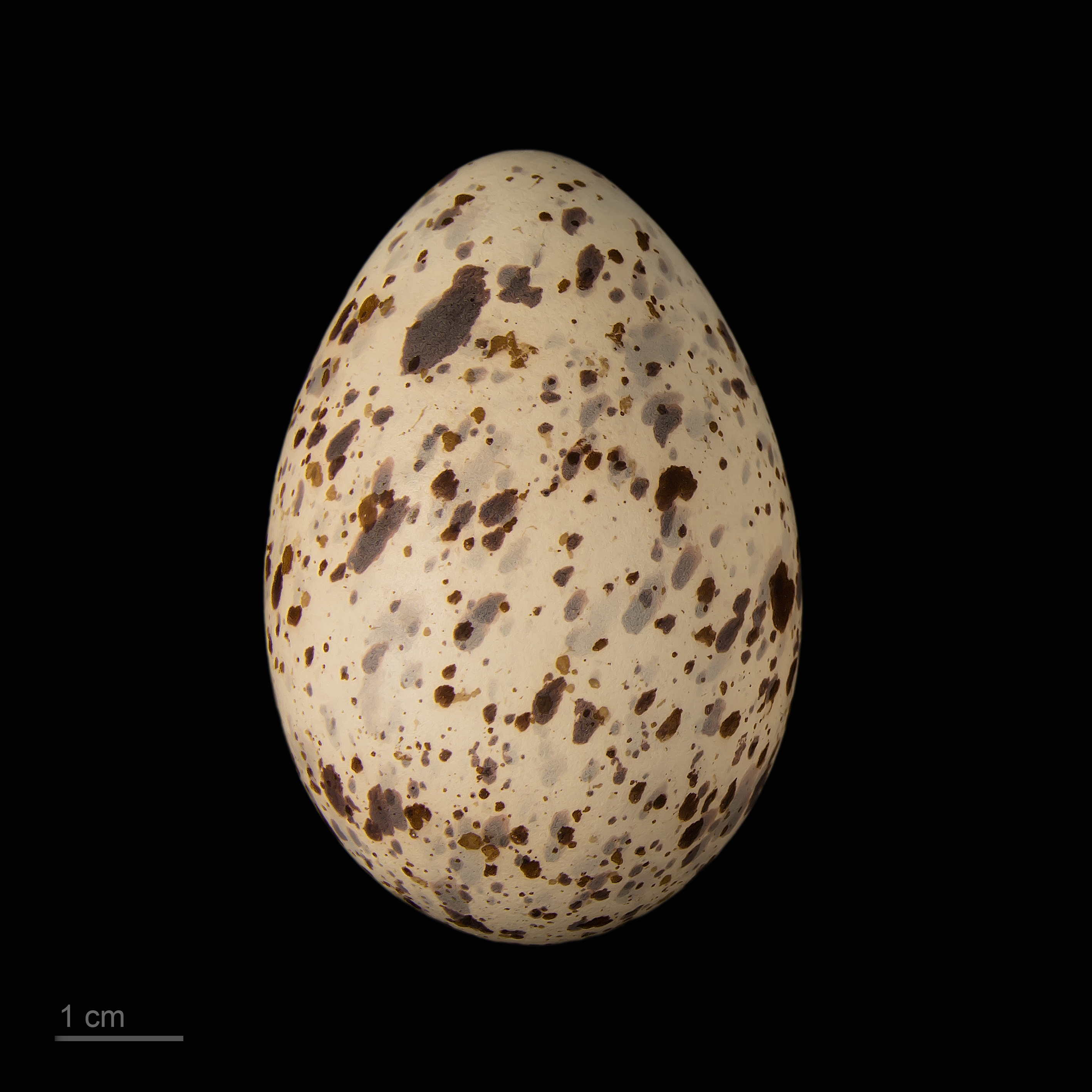
Onychoprion fuscatus

خرشنة غبساء او خطاف البحر الفاحم (الاسم العلمي: Sterna fuscata) (بالإنجليزية: Sooty Tern)‏ هو نوع من الطيور يتبع جنس الخرشنة من الفصيلة النورسية.